# Preußische S 9
Die Gattung S 9 der Preußischen Staatseisenbahnen war eine Schnellzug-Dampflokomotive mit der Achsfolge 2'B1' („Atlantic“) und einer Vierzylinder-Verbunddampfmaschine. Sie wurde von Hanomag in Hannover entwickelt. Ab 1908 wurden 99 Exemplare geliefert.
Die ebenfalls als S 9 bezeichneten Schnellfahr-Versuchslokomotiven Preußische S 9 Altona 561 und Altona 562 gehören dieser Baureihe nicht an.
Obwohl zu diesem Zeitpunkt schon die Heißdampftechnik verbreitet war, wollte das Land Preußen von Hanomag noch einmal Nassdampflokomotiven geliefert bekommen. Die beschafften Lokomotiven hatten einen sehr leistungsfähigen Kessel und mit 4 m² die größte Rostfläche aller preußischen Dampflokomotiven. Die erzeugte Dampfmenge war jedoch größer, als die Hochdruckzylinder verarbeiten konnten. Die Leistung der S 9 lag deshalb kaum über der der wesentlich kleineren Heißdampflokomotive S 6. Die S 9 bildete dennoch zunächst das Rückgrat im Schnellzugdienst Berlin–Hannover. Wie alle deutschen Atlantic-Lokomotiven erwies sich auch die S 9 schnell als zu schwach für die immer schwerer werdenden Züge.

Konstruktionszeichnung der S 9

Zwei Lokomotiven (Hannover 903 und 905) wurden 1913 und 1914 mit Heißdampfkesseln ausgerüstet und als S 8 bezeichnet.
Nach 1919 mussten 17 Lokomotiven an Belgien und vier an Frankreich abgegeben werden. Nur drei der Lokomotiven, die beiden S 8 und eine Nassdampfmaschine, wurden noch von der Deutschen Reichsbahn als Baureihe 14.0 übernommen. Die beiden S 8 erhielten die Nummern 14 001 und 14 002, die S 9 (Essen 907) die Nummer 14 031. Schon 1926 wurden die Lokomotiven ausgemustert.

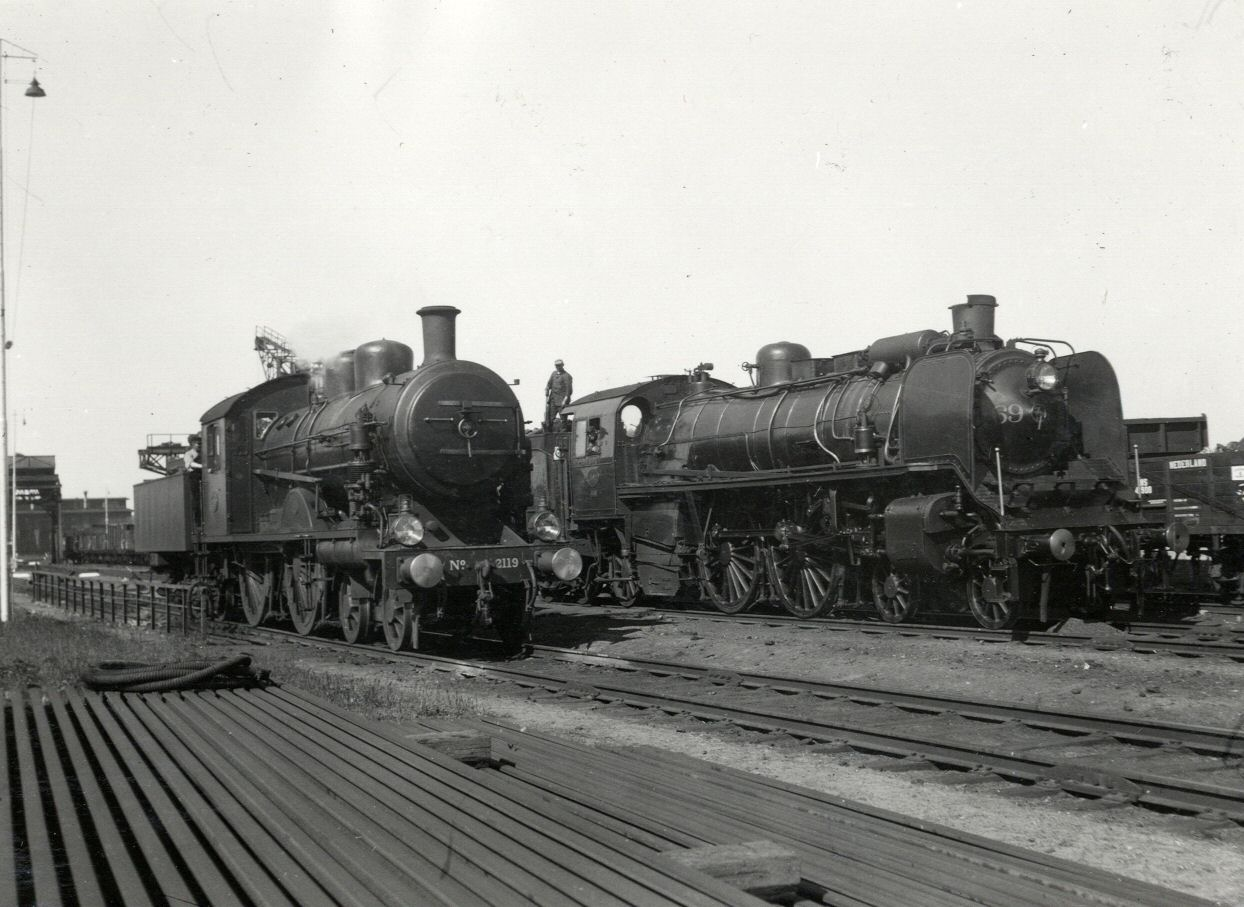
Die NMBS/SNCB 6911 (rechts) neben der NS 2119 in Roosendaal (1939)

Dagegen blieben die nach Belgien abgegebenen Lokomotiven wesentlich länger im Einsatz. Die NMBS/SNCB rüstete die von ihr unter der Reihennummer 69 in den Bestand übernommenen Lokomotiven in den 1920er Jahren auf Heißdampf um und modernisierte sie. Die letzten Exemplare wurden erst nach dem Zweiten Weltkrieg im Jahr 1948 ausgemustert.
Die Lokomotiven waren mit Schlepptendern der Bauarten pr 2'2' T 21,5, pr 2'2' T 30 und pr 2'2' T 31,5 ausgestattet.